# Caltagironea vera
Caltagironea vera är en tvåvingeart som beskrevs av Cortes och Campos 1974. Caltagironea vera ingår i släktet Caltagironea och familjen parasitflugor. Inga underarter finns listade.